# Улица Олега Кошевого (Томск)
Улица Олега Кошевого — улица в Советском районе города Томска.

## Наименование
С осени 1942 и до начала 1943 года в оккупированном немцами Донбассе, в городе Краснодоне действовала молодёжная комсомольская подпольная организация сопротивления «Молодая гвардия». После радикального перелома в ходе войны в результате Сталинградской битвы советские войска на ряде фронтов перешли в наступление и стали вытеснять противника с захваченных им территорий Советского Союза. Но за месяц до освобождения Донбасса вражеская тайная полевая полиция и гестапо оккупантов выявили организацию сопротивления «Молодая гвардия» и успели разгромить её. Были арестованы практически все руководители и активные участники антигитлеровского подполья города, их подвергли бесчеловечным жестоким пыткам, а затем в конце января и начале февраля 1943 года произвели их массовые казни. При этом по свидетельским показаниям горожан и по показаниям захваченных в плен немецких участников разгрома и уничтожения «Молодой гвардии» народ Советского Союза увидел проявленное молодогвардейцами мужество и презрение к истязателям, стойкость на допросах. Это было подвигом молодых людей во имя Родины. Информация о подвиге молодогвардейцев летом и осенью 1943 года широко освещалась советскими газетами и передавалась по радио. Событие вызвало мощный патриотический резонанс в душах людей страны. Нескольким лидерам организации, указом Президиума Верховного Совета СССР, было присвоено высокое звание Героев Советского Союза (посмертно), другие, оставшиеся в живых , были награждены боевыми орденами и военными медалями. 
В 1946 году в свет вышел роман писателя писателя Александра Фадеева, названный им «Молодая гвардия». В этом литературном произведении образ несгибаемого комиссара организации, стойко перенёсшего все жестокие пытки врага, но не сдавшего никого из членов подполья, был представлен один из лидеров «Молодой гвардии» 16-летний комсомолец Олег Кошевой, удостоенный звания Героя Советского Союза (посмертно). 
Образ молодого борца с гитлеровцами стал в СССР одним из символов силы народного духа, символом воли к победе и презрения к захватчикам.
В память о нём, именем Олега Кошевого, в 1950-х … 1980-х гг. были названы улицы и переулки во многих населённых пунктах РСФСР (России), Украинской ССР, Белорусской ССР, Казахской ССР, Армянской ССР, Киргизской ССР, Народной Республике Болгарии и др. Его имя также было присвоено многочисленным учебным и общественным организациям, пароходам, предприятиям, морским и воздушным судам. Перед многочисленными школами в СССР были установлены памятники Олегу Кошевому.
В городе Томске Олег Кошевой никогда не жил, но в условиях общественного резонанса СССР здесь были образованы объекты в его честь: улица, школа, памятник, сквер, школьный музей. В ряде городов и посёлков Томской области также появились и переулки, названные в его честь.
Решением Томского горисполкома от 18 апреля 1949 года одна из улиц нового, выстроенного в период с 1941 года рабочего посёлка севернее городской электростанции ГРЭС-2, была названа улицей Олега Кошевого.

## Описание улицы
Улица Олега Кошевого в городе Томске берёт своё начало от приречных лугов р. Ушайки в месте перекрёстка с улицей Достоевского и примыкания сюда с севера переулка Дальнего. Идёт прямолинейно в покатую горку в южном направлении к северной границе территории станции ГРЭС-2, перед которой заканчивается перекрёстком с проспектом Фрунзе. 
Основная застройка улицы: в основном — многоквартирные жилые дома. 
Параллельно ей западнее проходит улица Жуковского, восточнее — улица Льва Толстого.
По своему ходу улица имеет правильные перекрёстки, образованные улицами и переулками:
- переулок Дальний
- улица Достоевского
- переулок Мирный
- улица Ярославская
- переулок Украинский
- улица Сергея Вицмана
- улица Челюскинцев
- улица Маяковского
- улица Некрасова
- улица Сибирская
- переулок Жуковского
- улица Алтайская
- переулок Витебский
- улица Лебедева
- переулок Смоленский
- переулок Курский
- проспект Фрунзе.

Основные организации, офисы которых расположены на улице: 
- детская больница № 4
- детско-юношеский центр «Республика Бодрых»
- здание контор предприятий «Томскоблгаз» и «Томскгоргаз» российской корпорации Газпром
- центральный офис предприятия «Томскподводтрубопроводстрой».